# Павла Шмідова
Павла Шмідова (також Павла Вінцоурова; Pavla Šmídová, Pavla Vincourová; 12 листопада 1992, Брно) — чеська волейболістка, пасуючий. Гравець національної збірної.

## Клуби
| Роки      | Команди                        |
| --------- | ------------------------------ |
| 2007—2012 | «Кралово Поле» (Брно)          |
| 2012—2014 | «Простейов»                    |
| 2014—2015 | «Савіно Дель Бене» (Скандіччі) |
| 2015—2018 | «Будовляни» (Лодзь)            |
| 2018—2019 | «Олімп» (Прага)                |
| 2019—2020 | «Сталь» (Бельсько-Бяла)        |
| 2020—2021 | «Шельми» (Брно)                |
| 2022—2023 | «Сокіл» (Фрідек-Містек)        |
| 2022—     | «Шельми» (Брно)                |

## Досягнення
- Ліга Європи
  - Переможець : 2012, 2019 .

- Чемпіонат Чехії
  - Переможець (2): 2013, 2014
  - Фіналіст (1): 2010
- Кубок Чехії
  - Переможець (2): 2013, 2014
  - Фіналіст (1): 2010
- Кубок Польщі
  - Переможець (1): 2018
  - Фіналіст (1): 2017
- Чемпіонат Польщі
  - Фіналіст (1): 2017
- Суперкубок Польщі
  - Переможець (1): 2017

## Статистика
Статистика виступів у збірній:
| Сезон  | Команда | Турнір           | Ігри | Сети | Очки | Ср.  | Примітки |
| ------ | ------- | ---------------- | ---- | ---- | ---- | ---- | -------- |
| 2013   | Чехія   | Чемпіонат Європи | 4    | 18   | 14   | 0,78 |          |
| 2014   | Чехія   | Світове гран-прі | 6    | 10   | 5    | 0,5  |          |
| 2017   | Чехія   | Чемпіонат Європи | 4    | 14   | 11   | 0,79 |          |
| 2019   | Чехія   | Євроліга         | 7    | 26   | 32   | 1,23 |          |
| Всього |         |                  |      |      |      |      |          |

Статистика виступів в єврокубках:
| Сезон     | Клуб                  | Турнір         | Ігри | Сети | Очки | Ср.  | Примітки |
| --------- | --------------------- | -------------- | ---- | ---- | ---- | ---- | -------- |
| 2011/2012 | «Кралово Поле» (Брно) | Кубок виклику  | 2    | 6    | 9    | 1,5  |          |
| 2012/2013 | «Простейов»           | Ліга чемпіонів | 6    | 19   | 16   | 0,84 |          |
| 2013/2014 | «Простейов»           | Ліга чемпіонів | 6    | 21   | 25   | 1,19 |          |
|           | «Простейов»           | Кубок ЄКВ      | 2    | 6    | 3    | 0,5  |          |
| 2016/2017 | «Будовляни» (Лодзь)   | Кубок ЄКВ      | 6    | 19   | 14   | 0,74 |          |
| 2017/2018 | «Будовляни» (Лодзь)   | Ліга чемпіонів | 6    | 20   | 12   | 0,6  |          |
| 2023/2024 | «Шельми» (Брно)       | Кубок ЄКВ      | 5    | 21   | 22   | 1,05 |          |
| 2024/2025 | «Шельми» (Брно)       | Кубок виклику  | 2    | 6    | 6    | 1    |          |